# What If (chanson de Dina Garipova)
Pour les articles homonymes, voir What If.
Singles représentant la Russie au Concours Eurovision de la chanson
Party for Everybody
(2012)
What If (en français, « Et si ») est une chanson de la chanteuse russe Dina Garipova. La chanson a été écrite par Gabriel Alares, Joakim Björnberg et Leonid Gutkin et est surtout connue pour être la chanson qui représente la Russie au Concours Eurovision de la chanson 2013 qui a lieu à Malmö en Suède. La chanson a été en compétition lors de la première demi-finale le 14 mai 2013 pour obtenir une place en finale qui avait lieu le 18 mai.

## Liste des pistes
Téléchargement
1. What If – 3 min 04
2. What If (Karaoke version) – 3 min 05